# تخته (سنندج)

نمایی از روستای تخته از توابع سنندج

تخته (سنندج)، روستایی از توابع بخش مرکزی شهرستان سنندج در استان کردستان ایران است.
مردمان این روستا [هورامی] زبان هستن

## جمعیت
این روستا در دهستان ژاورود شرقی قرار دارد و براساس سرشماری مرکز آمار ایران در سال ۱۳۸۵، جمعیت آن ۶۷۷ نفر (۱۸۶خانوار) بوده‌است.
طبق آمار سازمان بهداشت و آموزش پزشکی، در سال ۱۳۷۵ جمعیت روستای تخته ۱۵۰۰ نفر بوده که این تعداد به دلیل مهاجرت بی‌رویه به شهرها، که بیشتر به دلیل نبود درآمد در روستا بوده‌است، به ۷۸۰ نفر در سال ۱۳۸۹ رسیده‌است